# Constellation-X
Constellation-X é o projeto de um Telescópio Espacial de raios-x operado pela NASA.
Ele deverá permitir um grande avanço para a astrofísica ao fazer uso de poder observar os raios-x, pois desta maneira poderá ver buracos negros super massivos e em consequência disso, deverá conseguir observar a trajetória deles e talvez poder entender o que existe por trás do horizonte de eventos.